# Harry Rasky
Harry Rasky (9. května 1928 – 9. dubna 2007) byl kanadský filmový režisér, scenárista, producent a spisovatel. Narodil se do židovské rodiny v Torontu, kde také studoval na University of Toronto. Počátkem padesátých let začal pracovat pro televizní společnost CBC Television jako scenárista a producent. Na konci dekády se usadil v New Yorku a během následujících let natočil řadu dokumentárních filmů, například o Tennessee Williamsovi či Arthurovi Millerovi. V roce 1980 natočil dokumentární film o hudebníkovi a spisovateli Leonardu Cohenovi; je rovněž autorem knihy o něm. Během své kariéry získal řadu různých ocenění. Zemřel v roce 2007 ve věku 78 let.